# Helle Fagralid
Helle Fagralid (* 11. Mai 1976 in Helsingør) ist eine dänische Schauspielerin.

## Leben und Karriere
Helle Fagralid wurde 1976 in Helsingør geboren. Ihre familiären Wurzeln gehen auf die Färöer-Inseln zurück. Sie genoss eine Schauspielausbildung an der Statens Teaterscole in Dänemark.
Ihr Filmdebüt gab die damals Elfjährige 1987  in Negerkys og labre larven. 2003 spielte sie eine der beiden weiblichen Hauptrollen in dem international ausgezeichneten Film Mellem os.  Einem breiteren deutschsprachigen Publikum ist sie aus der dänischen Krimiserie Kommissarin Lund bekannt.
Aus der Beziehung mit dem dänischen Musiker Stefan Pasborg hat Helle Fagralid einen Sohn. Seit 2012 ist sie mit dem Regisseur Ole Bornedal verheiratet.

## Filmografie (Auswahl)
- 1987: Negerkys og labre larven
- 1990: Laß die Eisbären tanzen (Lad isbjørnene danse)
- 1992: Ich bin’s, Jasper (Det skaldede spøgelse)
- 1995: Ein Zirkus für Sarah (Cirkus Ildebrand)
- 1999: Klinkevals
- 2002: Debutanten (Kurzfilm)
- 2002–2003: Nikolaj og Julie (Fernsehserie)
- 2003: Reconstruction
- 2003: Mellem os
- 2005: Ambulance (Ambulancen)
- 2005: Jul i Valhal
- 2009–2010: Blekingegade (Miniserie)
- 2009: Original
- 2011: Buzz Aldrin, wo warst du in all dem Durcheinander (Buzz Aldrin, hvad blev der af dig?, Fernsehserie)
- 2012: Kommissarin Lund (Forbrydelsen, Krimiserie)
- 2013: Sorg og glæde
- 2014: 1864 – Liebe und Verrat in Zeiten des Krieges (1864, Fernsehserie)
- 2025: Die Affäre Cum-Ex

## Auszeichnungen
- Für ihre Darbietung in Sorg og glæde wurde Helle Fagralid 2013 als Beste Schauspielerin beim Robert Festival ausgezeichnet und für den Bodil Award nominiert.
- Im Jahr 2014 wurde sie mit dem Wissenschafts- und Kulturpreis Tagea Brandts Rejselegat ausgezeichnet.